# Козолупов, Семён Матвеевич
Семён Матве́евич Козолу́пов (10 [22] апреля 1884, станица Краснохолмская — 18 апреля 1961, Москва) — русский и советский виолончелист, музыкальный педагог. Народный артист РСФСР (1946).

## Биография
Родился в станице Краснохолмской в семье казака Матвея Ивановича Козолупова и его жены Анастасии Прохоровны. В детстве обучался игре на скрипке, но из-за вывиха левой руки не мог продолжить обучение и был вынужден сменить инструмент. Его первым учителем игры на виолончели ещё в Оренбурге стал музыкант-любитель полковник русской армии В. М. фон Кох.
В 1904—1907 годах обучался в Санкт-Петербургской консерватории у А. В. Вержбиловича и И. И. Зейферта. С 1908 по 1912 и с 1924 по 1931 год был солистом оркестра Большого театра. В 1911 году выиграл конкурс виолончелистов в Москве, посвящённый 50-летию Русского музыкального общества, участвовал в Московском струнном квартете, играл в камерных ансамблях. В 1912—1916 годах и в 1921—1922 годах преподавал в Саратовской консерватории (директор консерватории в 1921—1922), в 1916—1920 годах — в Киевской консерватории, наконец, с 1922 года до самой смерти — в Московской консерватории (с 1923 года — профессор, в 1936—1954 годах — заведующий кафедрой виолончели). Среди учеников Козолупова — Мстислав Ростропович, Святослав Кнушевицкий, Фёдор Лузанов, Валентин Фейгин, Валентин Берлинский и многие другие выдающиеся виолончелисты.
Исполнение Козолупова отличалось большой виртуозностью и глубоким, полным звучанием. Под его редакцией были выпущены в печать многие сочинения для виолончели композиторов эпохи барокко и малоизвестных русских авторов.
Умер 18 апреля 1961 года в Москве. Похоронен на Введенском кладбище (15 уч.).

## Семья
Жена — Надежда Николаевна Козолупова (урождённая Федотова, 1886—1957), преподавала фортепиано в Московской консерватории.
Музыкантами и преподавателями Московской консерватории стали и все три их дочери: пианистка Ирина Козолупова (1910—1993), виолончелистка Галина Козолупова (1912—1991) и скрипачка Марина Козолупова (1918—1978).

## Награды
- Орден Ленина (28 декабря 1946)
- Народный артист РСФСР (1946)
- Орден Трудового Красного Знамени (24 апреля 1944) — за выдающиеся успехи в области музыкального искусства - в связи с шестидесятилетием со дня рождения
- Заслуженный деятель искусств РСФСР (20 мая 1935)